# Geografia da Eslováquia
A Geografia da Eslováquia é marcada por uma paisagem diversificada que oferece uma ampla gama de recursos naturais e oportunidades. Com sua mistura de montanhas imponentes, rios majestosos e vastas planícies, o país oferece uma riqueza de beleza natural e experiências culturais para seus habitantes e visitantes. A Eslováquia, um país situado na Europa Central, apresenta uma geografia diversificada que vai desde as elevadas montanhas dos Cárpatos até as vastas planícies e vales. Com uma área de aproximadamente 49 mil quilômetros quadrados, é um dos estados mais jovens do mundo, tendo se separado pacificamente da Tchecoslováquia em 1993.

## Características
Relevo: O relevo eslovaco é dominado pelos Cárpatos, uma cordilheira que se estende pelo leste do país. É nos Cárpatos que se situam os elevados picos dos montes Tatra, um destino popular para a prática de esqui e também zona de muitos lagos e vales espectaculares. Essa região montanhosa abriga os picos mais altos do país, como o Gerlachovský štít, que alcança cerca de 2.655 metros de altitude. No entanto, ao longo do território, há uma transição suave para as planícies, especialmente no sul e oeste.
Hidrografia: Os rios desempenham um papel crucial na geografia eslovaca, proporcionando importantes recursos hídricos e influenciando a distribuição da população e a atividade econômica. O rio Danúbio é o mais significativo, formando parte da fronteira sul do país e proporcionando rotas comerciais vitais. Outros rios importantes incluem o rio Váh, o rio Hron e o rio Morava.
Clima: O clima da Eslováquia é variado, com influências continentais e oceânicas. Nas regiões montanhosas, o clima é mais frio, com invernos rigorosos e verões amenos, enquanto nas planícies do sul o clima tende a ser mais quente e seco. As áreas mais úmidas estão localizadas no norte e noroeste, onde as precipitações são mais abundantes.
Vegetação: A vegetação na Eslováquia varia de acordo com as diferentes altitudes e condições climáticas. Nas montanhas, predominam florestas de coníferas, como pinheiros e abetos, enquanto nas planícies e vales há uma mistura de florestas decíduas e vegetação de pradaria. A agricultura também desempenha um papel importante na paisagem rural, com cultivos como trigo, cevada, milho e batata.
População e Assentamentos: A maioria da população eslovaca vive em áreas urbanas, com destaque para a capital, Bratislava, localizada nas margens do rio Danúbio. Outras cidades importantes incluem Košice, Prešov e Žilina. Nas áreas rurais, pequenas aldeias e vilarejos pontuam a paisagem, muitas vezes com uma arquitetura tradicional bem preservada.
Ambiente Natural: A Eslováquia abriga uma variedade de áreas protegidas, incluindo parques nacionais, reservas naturais e paisagens protegidas. Os Parques Nacionais dos Altos Tatras e do Baixo Tatras são destinos populares para atividades ao ar livre, como caminhadas, esqui e montanhismo. A preservação dessas áreas é fundamental para a conservação da biodiversidade e dos ecossistemas únicos do país.